# Brutalism

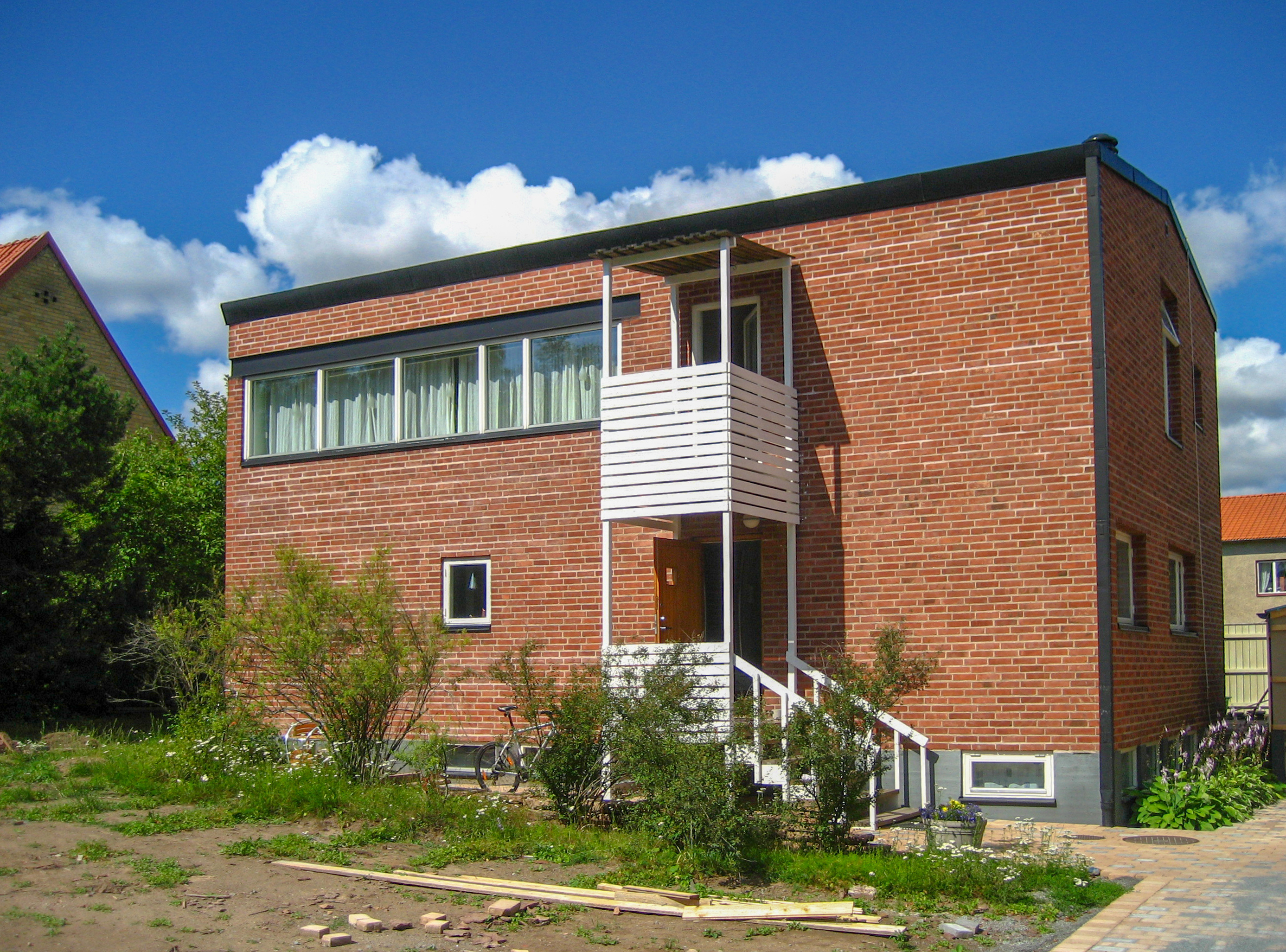
Villa Göth i Uppsala, ritat av Bengt Edman och Lennart Holm.

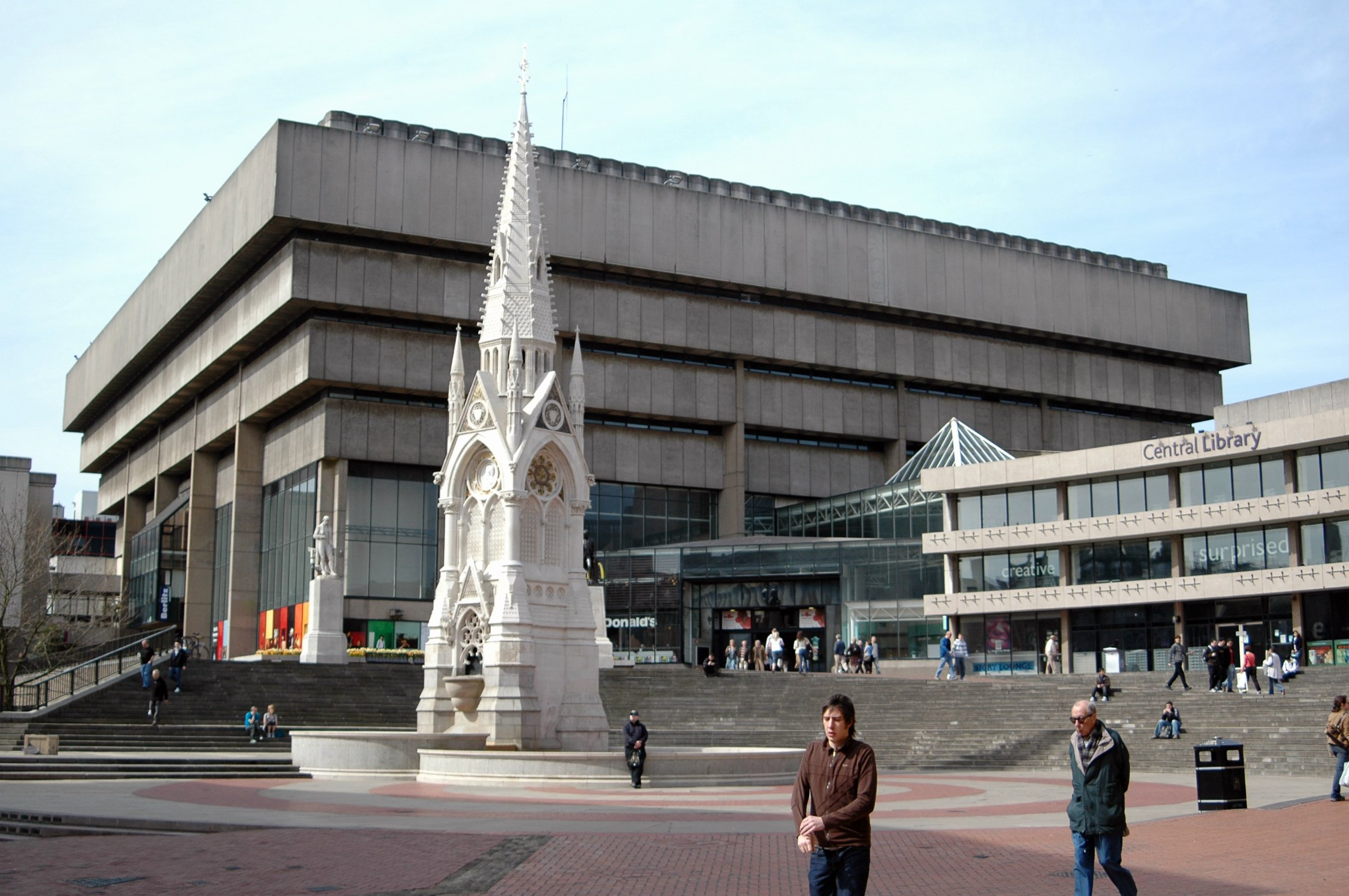
Birminghams centralbibliotek, Storbritannien (stängt 2013, rivet 2016).

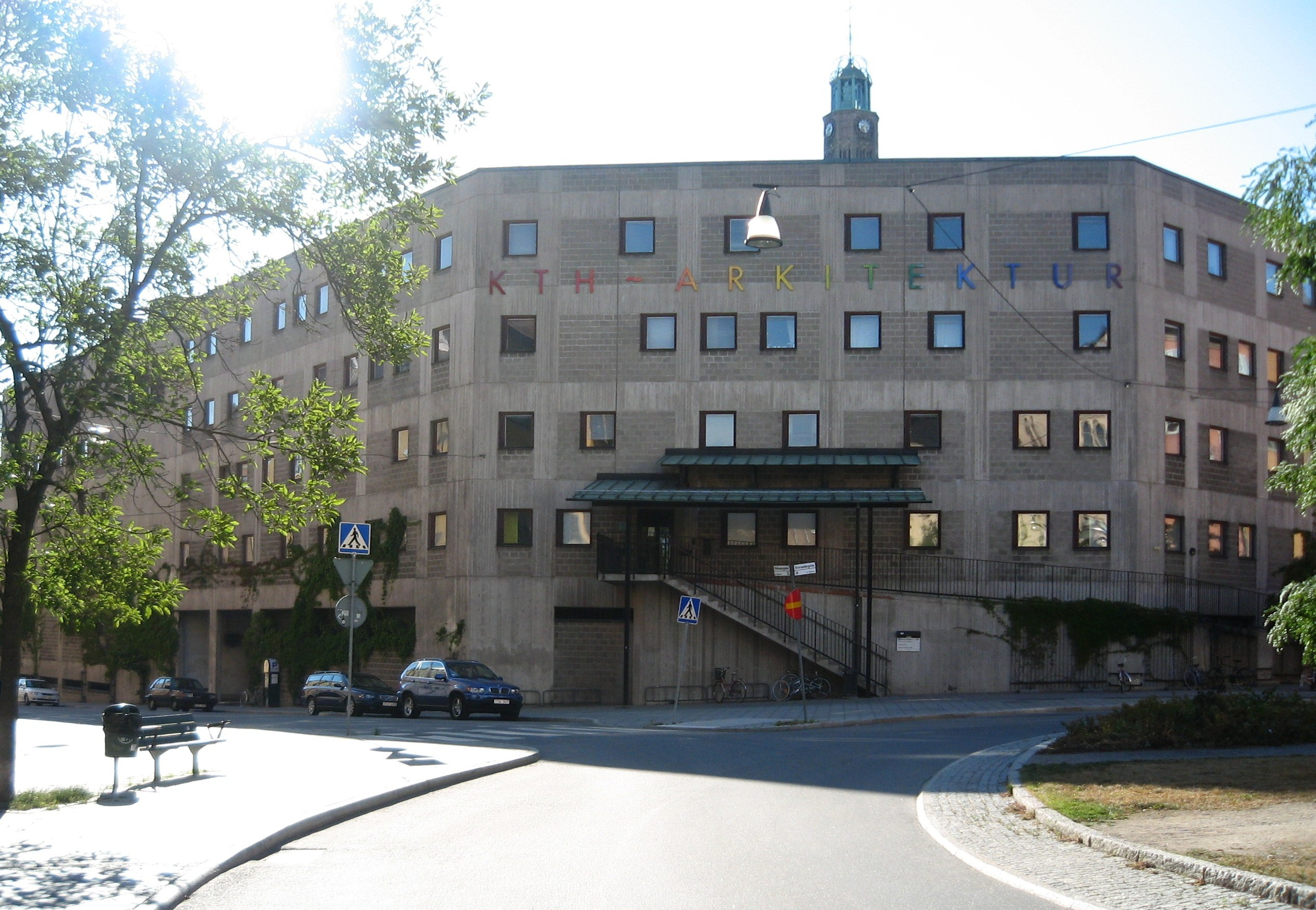
Gamla Arkitekturskolans byggnad, Östermalmsgatan, Stockholm.

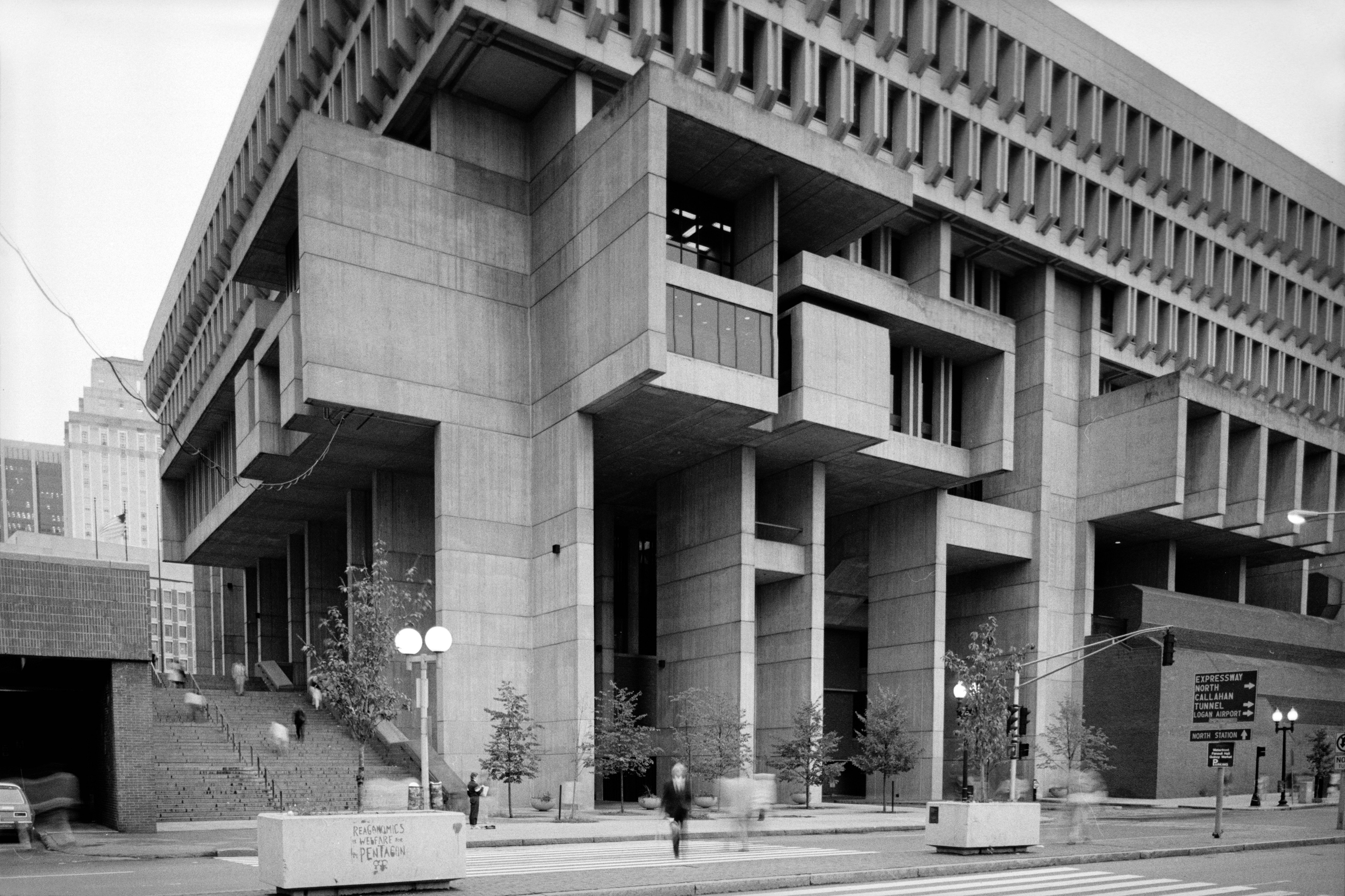
Boston City Hall.

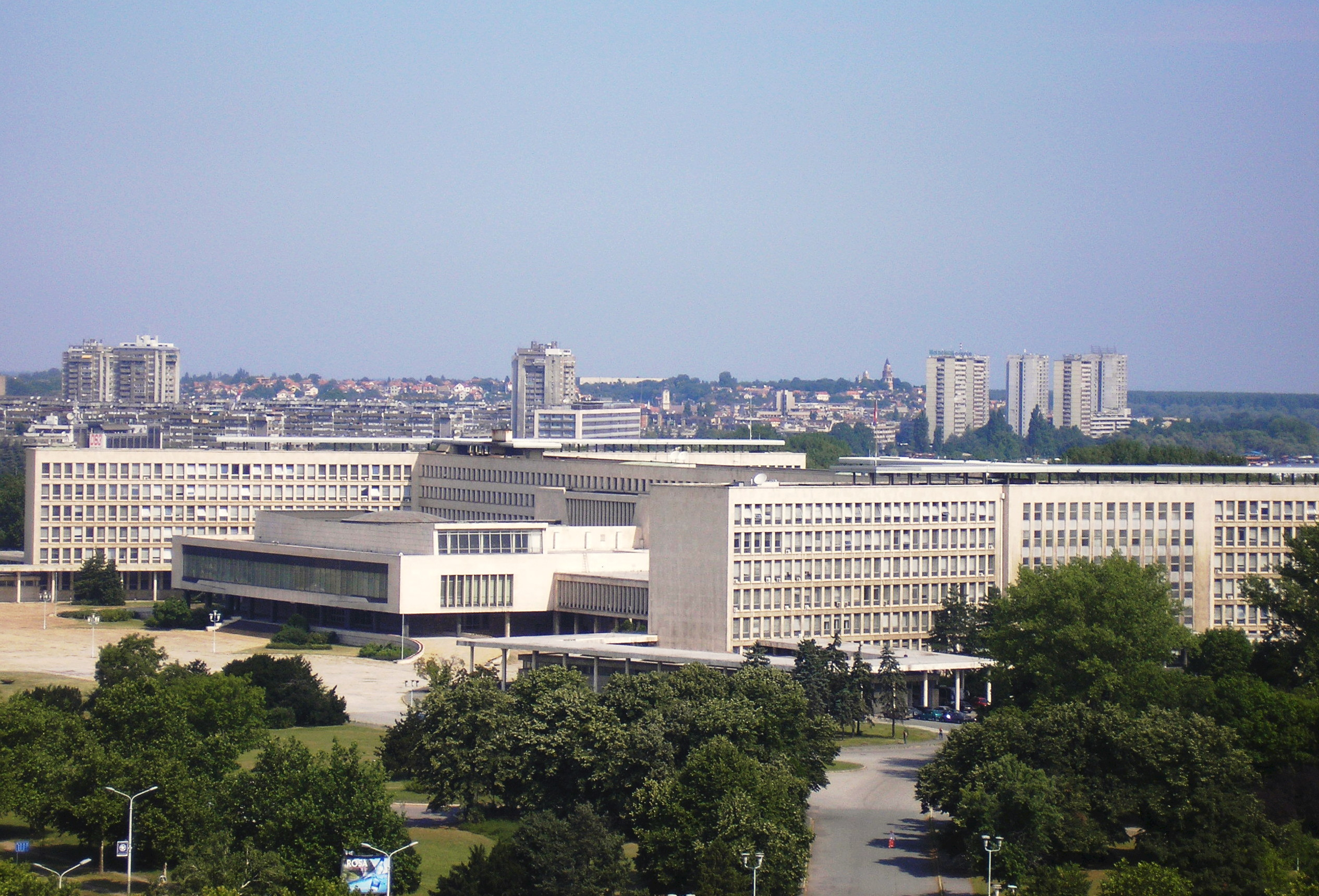
Belgradpalatset – regeringsbyggnad i Novi Beograd, Serbien.

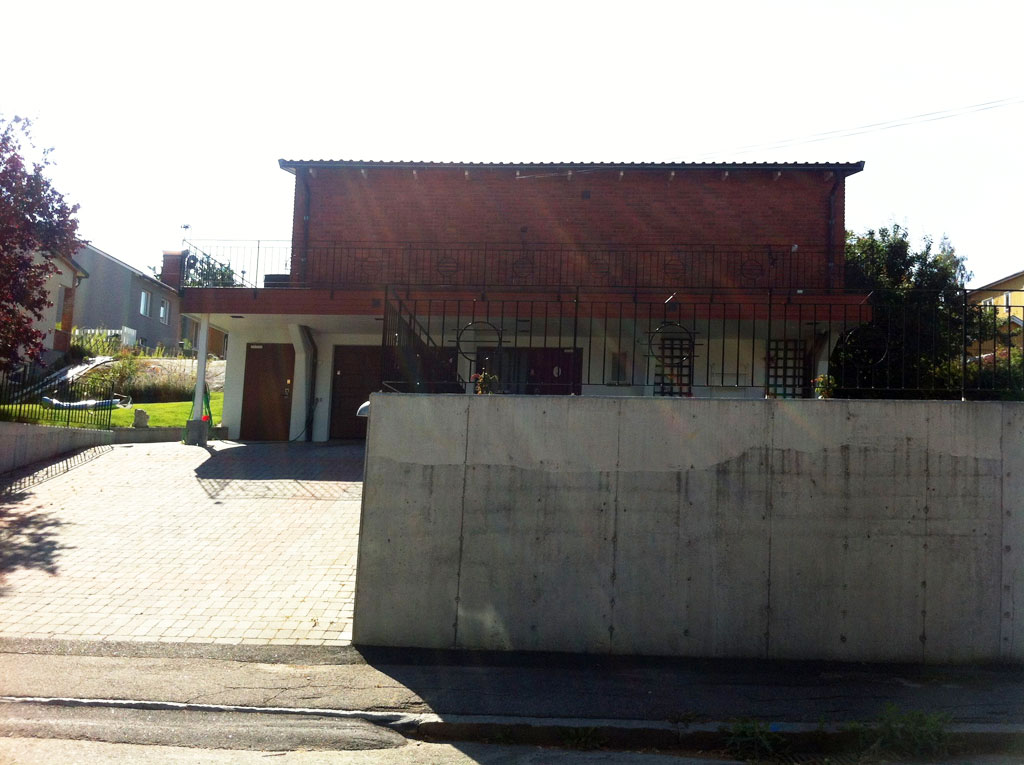
Villa i Örby villastad i Stockholm med tydligt brutalistiska drag.

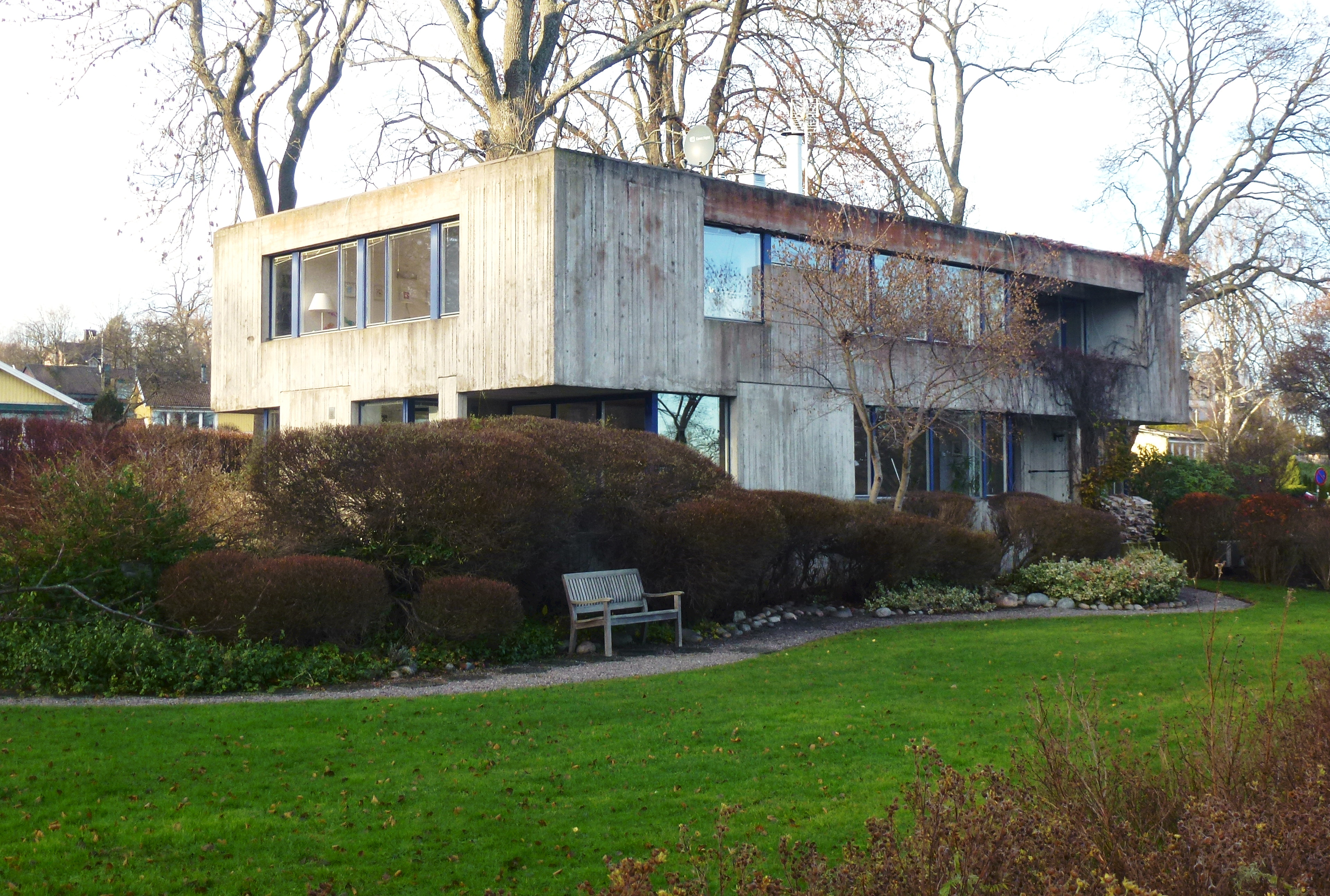
Villa Delin, Djursholm, arkitekt Léonie Geisendorf.

Brutalism eller nybrutalism är ett begrepp inom arkitekturteorin som började användas i England 1954 som en beskrivning av bland annat Le Corbusiers sena arkitektur och verk av de britter som influerades av honom. Typiskt är användande av rå betong och att låta tekniska och funktionella detaljer utgöra arkitektoniskt motiv. 

## Bakgrund
Den svenske arkitekten Hans Asplund anses vara den som myntade uttrycket nybrutalism (new brutalism) i en skämtsam kommentar (1950) till den av Bengt Edman och Lennart Holm ritade Villa Göth i Uppsala. Uttrycket spred sig genom engelska kolleger på besök i Sverige och togs där upp av några yngre arkitekter i England.
Det finns olika teorier om begreppets bakgrund. Den engelske 1800-talsarkitekten William Butterfield (1814–1900) blev kritiserad för sin arkitektur som avvek från den gängse klassiska smaken. Han påstods glorifiera del fula och begreppet brutalism användes om hans arkitektur. Det var förmodligen denna brutalism som Asplund refererade till då han kallade Holm och Edman "nybrutalister". Det är sannolikt även anledningen till att Reyner Banham använde benämningen The New Brutalism. En annan teori menar dock att ursprunget inte har med "brutal" att göra utan härstammar från franskan béton brut, vilket betyder ungefär "rå betong". 
Benämningen applicerades på en stil som uppkom i England under 50-talets början med bland andra paret Alison och Peter Smithson som förgrundsgestalter. Ursprungligen hade de bakomliggande idéerna mera att göra med förhållningssättet till byggnadsuppgiften, brukarna och samhället än med estetiska och tekniska aspekter. 
Den engelske arkitekturhistorikern Reyner Banham definierade 1955 begreppet New Brutalism som arkitekturstil: han urskiljer tre aspekter som kännetecken, nämligen 
1. Memorability as an Image
2. Clear exhibition of Structure
3. Valuation of Materials "as found"

En annan aspekt som Banham finner i flera tidiga brutalistiska byggnader är formella planer och användandet av klassiska gestaltningsprinciper. Han noterar hur Rudolf Wittkowers bok Architectural principles in the age of humanism, som utkom 1949, påverkade många av tidens unga arkitekter.
Den av arkitekten och professorn Peter Celsing ritade Olai Petri Kyrka uppfördes på Gärdet i Stockholm 1959 i uttalad brutalistisk stil. Dopfunten i ett stycke Ekenbergsmarmor väger 1.5 ton och hugget i form av ett ägg.
Främst under 1960-talet uppfördes flera byggnader i Sverige som kan kategoriseras som nybrutalistiska. De tre lundaarkitekterna Klas Anshelm, Bengt Edman och Bernt Nyberg brukar anses de främsta företrädarna för stilen i Sverige. Andra svenska arkitekter ritade enstaka byggnader i brutalistisk stil, till exempel Sigurd Lewerentz med en blomsterkiosk vid entrén till Östra kyrkogården i Malmö 1969.

## Estetik
Brutalistisk arkitektur blomstrade under 1950- och 1960-talen, präglad av en strävan mot funktionalitet och ärlighet i materialanvändning. Den kännetecknas av råa betongytor, exponerade konstruktionselement och ofta enorma skalor. Men trots sin historiska betydelse och estetiska originalitet har brutalismen väckt starka reaktioner och debatt. Brutalismens monumentala dimensioner och brist på utsmyckning kan skapa en känsla av isolering och obehag hos användare. De karga betongytorna och mörka rummen kan ge en dyster och ogästvänlig atmosfär, vilket bidrar till social alienation och brist på samhörighet. Branta trappor, otillräcklig belysning och brist på bekvämligheter kan utgöra hinder för personer med funktionsnedsättning och äldre, det är även vanligt att byggnaderna är svåranpassade för andra ändamål än de ursprungliga. Bristande akustik i stora rum kan försämra kommunikation och skapa en kaotisk ljudmiljö. 

### Ljudmiljöer
Betong är ett hårt och reflekterande material som absorberar lite ljud. Detta leder till långa efterklangstid och problem med buller. Kantiga former skapar hårda reflektioner av ljud, vilket kan leda till problem med eko och buller. Dessa är typiska för den brutalistiska estetiken. Stora, öppna utrymmen har ofta långa efterklangstid, vilket kan göra det svårt att höra och förstå tal. Mjuka ytor, som textilier och växter, absorberar ljud och kan förbättra akustiken, men dessa saknas inte sällan hos brutalismen. Brutalistiska stadsbyggnader har ofta inte planerats med akustik i åtanke. Trafikbuller kan därför vara ett stort problem i brutalistiska stadsbyggnader, speciellt om de ligger i tätbefolkade områden, vilket ofta är fallet. 
- National Theatre är en brutalistisk teaterbyggnad som har kritiserats för sin dåliga akustik. Den stora, öppna salongen har en lång efterklangstid, vilket kan göra det svårt att höra och förstå tal.
- Barbican Estate i London: Barbican Estate är ett brutalistiskt bostadsområde som har kritiserats för sin dåliga akustik. De stora, öppna ytorna och hårda materialen skapar problem med eko och buller.
- S:t Görans gymnasium i Stockholm: S:t Görans gymnasium är en brutalistisk skolbyggnad med stora, öppna ytor och hårda material från 1960 designad av Léonie Geisendorf.

### Bostäder
Brutalistiska bostadsområden har ofta associerats med kriminalitet, fattigdom, och sociala problem. Den anonyma och sterila karaktären kan bidra till stigmatisering av vissa bostadsområden och marginalisering av deras invånare. 

## Stadsbyggnad
Brutalismens repetitiva användning av betong och enkla geometriska former kan skapa en visuell monotoni i stadsbilden. Brist på variation i fasader och ornamentering kan leda till en känsla av tristess och brist på estetisk njutning, och kan framstå som främmande och opassande i sin omgivning, särskilt i historiska eller traditionella stadsmiljöer. 
Deras monumentala skala kan lätt skapa obalans och dominera över grannbyggnader, vilket leder till en brist på harmoni och samspel i stadsmiljön. Brutalismens koppling till en specifik tidsperiod kan leda till att den efter 2000 upplevs som föråldrad och omodern. Den tunga och robusta estetiken kan då sakna den tidlösa elegans och charm som kan associeras med andra arkitektoniska stilar. Brutalismens fokus på betong och hårdgjorda ytor kan skapa en brist på grönska och natur i urbana miljöer. Stora betongkomplex saknar ofta trädgårdar, parker, eller andra naturliga element, vilket kan leda till en steril och ogästvänlig atmosfär - fördelen är det enkla och billiga underhållet. Enskilda villor har däremot ofta en omgivande trädgård. Brist på grönska och sociala mötesplatser är andra vanliga reaktioner.
Ogenomträngliga fasader kan hindra kopplingar och flöden mellan olika områden, vilket bidrar till en fragmenterad och isolerad stadsmiljö. Det leder till att brutalistisk arkitektur väcker frågor om dess sociala, estetiska, och urbana effekter, vilket samtidigt när den byggdes ansågs vara en fördel. Brutalistiska byggnader betraktas ibland så som ikoniska verk av arkitektonisk innovation och representerar en specifik period i arkitekturhistorien. Bevarande och omvandling av brutalistiska byggnader kan vara en möjlighet att bevara kulturhistoriska värden och integrera dem i moderna städer.

## Brittisk brutalism
Framförallt i Storbritannien vann brutalismen stort inflytande. Den växte fram under 1950-talet med pionjärer som Alison och Peter Smithson och kom att bli populär speciellt under 1960-talet genom arkitekter som Rodney Gordon, Ernő Goldfinger och Owen Luder. En rad uppmärksammade byggnader uppfördes som Trinity Square, St. Peter's Seminary och Robin Hood Gardens. Byggnaderna har gått olika öden till mötes, många har rivits efter folkligt missnöje medan andra kulturminnesmärkts för att förhindra rivning.

## Exempel på byggnader i brutalistisk stil

### Byggnader i Storbritannien
- Barbican, London
- Birminghams centralbibliotek, Birmingham
- Eros House, London
- Preston bus station, Preston, Lancashire
- Trellick Tower, London
- Trinity Square car park, parkeringshus i Gateshead nära Newcastle-upon-Tyne, arkitekt: Owen Luder 1960–69

### Byggnader i Sverige
- Villa Delin, Djursholm av Léonie Geisendorf 1966–1970
- S:t Görans gymnasium, Stockholm av Léonie Geisendorf 1956–1960
- Arkitekturskolans byggnad på Östermalmsgatan 28 i Stockholm av Gunnar Henriksson och John Olsson 1969
- Landsstatshuset i Malmö (Drottninggatan) av Bernt Nyberg 1972
- Haparanda kyrka av arkitektkontoret ELLT 1967
- Husie Församlingshem, Klågerupsvägen i Malmö av Carl Nyrén 1966
- Klockarebackens kapell, Höör av Bernt Nyberg 1969
- Studentbostadshuset Sparta i Lund av Bengt Edman
- Tekniska Högskolan i Lund av Klas Anshelm 1960–1975
- Villa Göth, Döbelnsgatan i Kåbo i Uppsala av Bengt Edman och  Lennart Holm 1950
- AB Wilh. Beckers färgfabrik, byggnaderna no. 35 och 35 på Lövholmen i Stockholm av Nils Tesch 1951 och 1953
- Filmhuset i Stockholm av Peter Celsing 1968–1970
- Blomsterkiosken vid entrén till Östra kyrkogården i Malmö av Sigurd Lewerentz, 1969
- Norrköpings stadsbibliotek av Sten Samuelson 1971–1972
- Högsbo kyrka i Göteborg av Bror Thornberg och Thorsten Roos 1964–1966

- Olai Petri kyrka, Gärdet, Stockholm. Ritad av professor Peter Celsing, uppförd 1959.[6]

### Byggnader i Finland
- Kalevakyrkan i Tammerfors av Reima Pietilä 1966
- Roparnäs kyrka i Vasa av Aarno Ruusuvuori 1964
- Urdsgjallar i Otnäs av Kurt Moberg 1966

### Byggnader i USA
- J. Edgar Hoover Building, Washington, D.C.

### Byggnader i Österrike
- Wotrubakirche